# محمد بن إبراهيم الإمام
محمد بن إبراهيم الإمام بن محمد العباسي الهاشمي القرشي أمير دمشق من قبل المهدي والرشيد، وولي مكة وإمرة الموسم غير مرة في عهد المنصور وهارون الرشيد.

## نسبه
وهو محمد بن إبراهيم بن محمد بن علي بن عبد الله بن العباس بن عبد المطلب بن هاشم بن عبد مناف بن قصي بن كلاب بن مرة بن كعب بن لؤي بن غالب بن فهر بن مالك بن النضر بن كنانة بن خزيمة بن مدركة بن إلياس بن مضر بن نزار بن معد بن عدنان.

## سيرته
كان محمد بن إبراهيم الإمام يلي إمارة الحج والسير بالناس إلى مكة، وإقامة المناسك في خلافة المنصور عدة سنين. قال إسحاق بن سليمان الهاشمي: دخلت سنة تسع وخمسين ومائة، وفيها عزل المهدي إبراهيم بن عبد الوهاب عن كور دمشق، واستعمل مكانه محمد بن إبراهيم الإمام، قال: وولي هارون الرشيد الخلافة سنة سبعين ومائة والأمير على كور دمشق إبراهيم بن صالح فعزله وولا محمد بن إبراهيم الإمام، فلم يزل واليا على كور دمشق والأردن إلى سنة اثنتين وسبعين. وولي سنة 178 هجري إمرة مكة والمدينة واليمن.

## روايته للحديث
روى عن عمه أبي جعفر المنصور، وجعفر بن محمد بن علي، وعم أبيه عبد الصمد بن علي.
روى عنه: ابنه موسى بن محمد، وابن ابنه عبد الصمد بن موسى، وخالد بن يزيد بن أبي مالك.

## وفاته
توفي محمد بن إبراهيم الإمام ببغداد سنة 185 هجري، وكان الرشيد إذ ذاك قد شخص عن بغداد إلى الرقة، فصلى على محمد بن إبراهيم الإمام ولي عهده الأمين.